# Großhöflein
Großhöflein est une commune autrichienne du district d'Eisenstadt-Umgebung dans le Burgenland.